# Alex Fisher
Alexander Anthony Fisher, detto Alex (Westminster, 30 giugno 1990), è un calciatore inglese, attaccante del Bath City.